# Cabo Tres Pérez
El cabo Tres Pérez (según Argentina) o cabo Trois Pérez (según Chile) es un cabo entre las bahías Collins y Beascochea en la península de Kiev, la costa oeste de la península Antártica.

Se caracteriza por tener un pico rocoso, de cuyo centro se e1eva un promontorio de unos 300 metros de altura. Sus rocas de granito rosado caen verticalmente al mar. Posee tres picos escalonados, de los cuales el más cercano al mar es un cono agudo.

## Historia y toponimia
Fue descubierto en febrero de 1898 por la Expedición Antártica Belga, al mando de Adrien de Gerlache, pero aparentemente no fue nombrado por ellos hasta 1904, cuando en el desarrollo de sus informes científicos le dieron el nombre de Trooz. Mientras tanto, la Tercera Expedición Antártica Francesa de Jean-Baptiste Charcot, 1903-1905, partió hacia la Antártida y en noviembre de 1904 cartografió el cabo, al que dio el nombre de Trois Pérez, por los hermanos Fernando, Leopoldo y Manuel Pérez de Buenos Aires, proveedores navales que aprovisionaron al buque de la expedición francesa antes de su partida.
Maurice Bongrain en su informe de 1914 reconoce el nombre belga Trooz para este cabo. Sin embargo, el Comité Consultivo sobre Nomenclatura Antártica de Estados Unidos ha conservado el nombre de Charcot debido a su uso más amplio, y ha dado el nombre de Trooz a un gran glaciar ubicado a 9,3 kilómetros al noreste del cabo Tres Pérez.

## Reclamaciones territoriales
Argentina incluye a la península antártica en el departamento Antártida Argentina dentro de la provincia de Tierra del Fuego, Antártida e Islas del Atlántico Sur; para Chile forma parte de la comuna Antártica de la provincia Antártica Chilena dentro de la Región de Magallanes y de la Antártica Chilena; y para el Reino Unido integra el Territorio Antártico Británico. Las tres reclamaciones están sujetas a las disposiciones del Tratado Antártico.
Nomenclatura de los países reclamantes: 
- Argentina: cabo Tres Pérez[4][5]
- Chile: cabo Trois Pérez[6]
- Reino Unido: Cape Pérez[7]